# Black and White (издание)
Black and White (в переводе с англ. — «Чёрное и белое») — британский еженедельный иллюстрированный журнал, был основан в 1891 году Чарльзом Норрисом Уильямсоном (англ. Charles Norris Williamson). В 1912 году был поглощён газетой The Sphere.
В первом году существования Black and White в нём, в частности, был опубликован рассказ Артура Конан-Дойля «Ветеран 15-го года», и началась печать записок «В южных морях» Роберта Луиса Стивенсона.
В журнале также публиковались художественные произведения Генри Джеймса, Брэма Стокера, Герберта Уэллса, Альфреда Мейсона, Джерома К. Джерома и Эдит Несбит.
Первым директором Black and White был Освальд Кроуфёрд (англ. Oswald Crawfurd, 1834—1909).
В Британской библиотеке есть полный комплект журнала Black and White.